# 温泉水99
温泉水99（おんせんすいきゅうきゅう）は、鹿児島県桜島のふもとに位置する垂水市のシラス層の地下750メートルから汲み上げた、天然のアルカリイオン水をボトル詰めしたナチュラルミネラルウォーターのブランドである。製造・販売元はエスオーシー株式会社。
特徴としてアルカリ度を表すpH（ピーエッチ）が9.5 - 9.9と高いという点、水の硬いか柔らかいかを表す硬度が 2 - 3mg/L と極めて低い軟水であるという点を謳っている。

## 基本情報
- 採水地：鹿児島県垂水市
- 硬度：2 - 3mg/l以下（軟水）
- pH値：9.5 - 9.9（アルカリ性）

## 商品ラインナップ
- 500mlペットボトル
- 2L（同上）
- 13LBIB（バッグインボックス）